# Swartzia brachyrachis
Swartzia brachyrachis är en ärtväxtart som beskrevs av Hermann August Theodor Harms. Swartzia brachyrachis ingår i släktet Swartzia och familjen ärtväxter. IUCN kategoriserar arten globalt som livskraftig.

## Underarter
Arten delas in i följande underarter:
- S. b. brachyrachis
- S. b. colombiana
- S. b. glabrata
- S. b. peruviana
- S. b. snethlageae